# 26493 Paulsucala
26493 Paulsucala è un asteroide della fascia principale. Scoperto nel 2000, presenta un'orbita caratterizzata da un semiasse maggiore pari a 2,3737372 UA e da un'eccentricità di 0,1559141, inclinata di 3,69726° rispetto all'eclittica.